# Gamla Uppsala museum
Gamla Uppsala museum er et historisk museum i Gamla Uppsala, i den nordlige del af Uppsala, Sverige.
Museet beskæftiger sig med vendeltiden og vikingetiden i GAmla Uppsala, hvor det var et stort religiøst og kulturelt centrum for Sverige, mellem omkring 400- og 1200-tallet. Det berømte Templet i Uppsala lå her og adskillige store gravhøj€. Museumsbygningen blev tegnet af arkitekten Carl Nyrén (1917– 2011). Det åbnede i 2000 og drives af Riksantikvarieämbetet.

## Galleri
- Indgangsbygning
- Udstilling ovenpå
- Udstilling nedenunder
- Udsigt over gravhøjene ved Gamla Uppsala